# Albin Haller
Albin Haller, född 7 mars 1849 i Fellering, departementet Haut-Rhin, död 29 april 1925 i Paris, var en fransk kemist.
Haller blev professor i organisk kemi vid Parisuniversitetet 1899 och var en av Frankrikes främsta forskare på detta område. Han utförde en mängd undersökningar, bland annat beträffande terpener och kamfer, samt framställde på syntetisk väg bland annat citronsyra och mentol. Han blev ledamot av Institut de France 1900 och av svenska Vetenskapsakademien 1914. Han tilldelades Davymedaljen 1917.